# Тадеуш Голлендер
Таде́уш Голле́ндер (пол. Tadeusz Hollender; * 30 травня 1910, Лежайськ, † 31 травня 1943, Варшава) — польський поет, сатирик і перекладач.

## Біографія

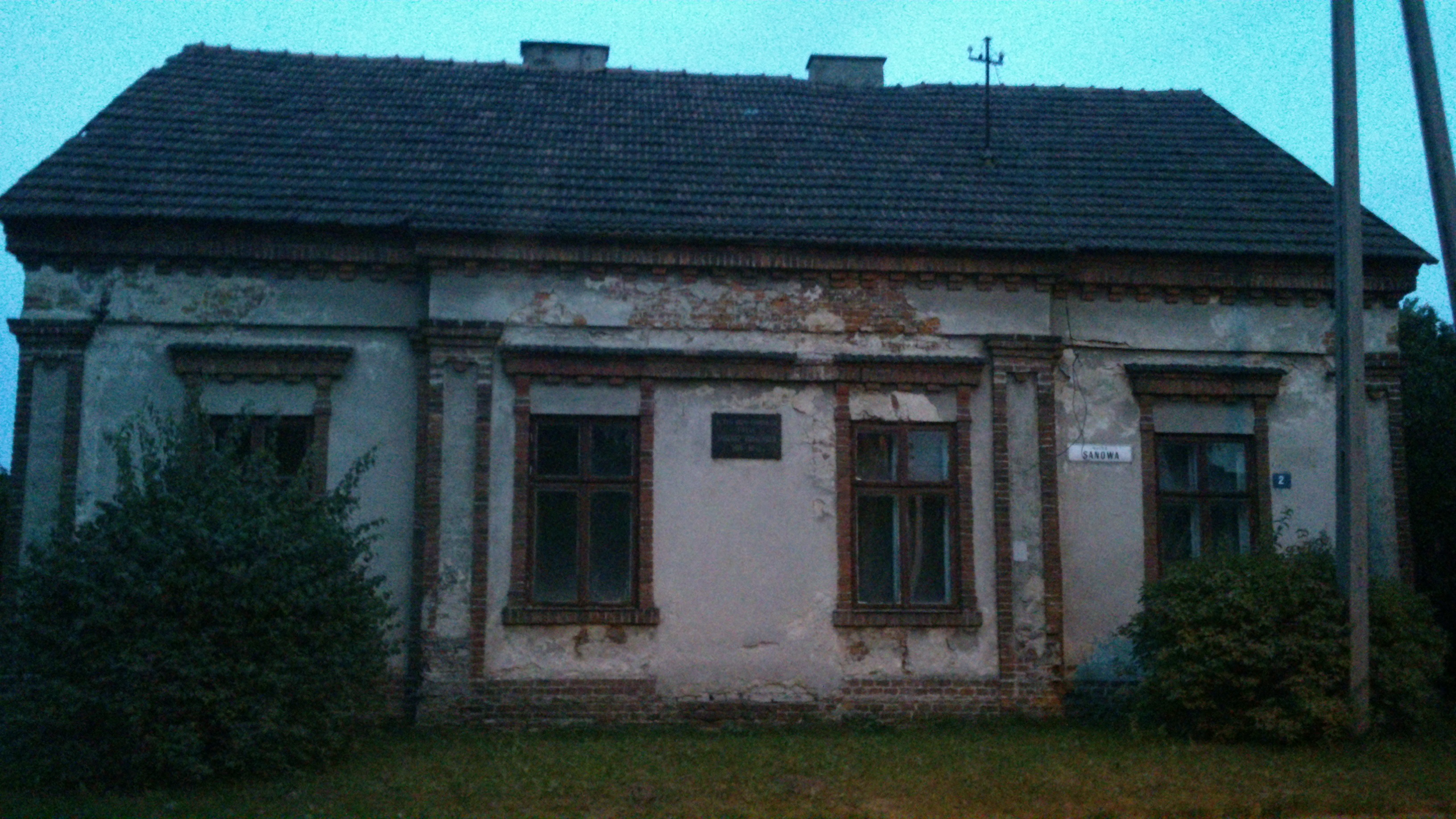
Будинок Голлендера в Лежайську.

Тадеуш Голлендер народився в сім'ї Антона й Іди Голлендерів (до шлюбу Пісарська). Здобув початкову освіту у Старому Сончі й Тисмениці, а середню — в гімназіях спершу Тлумача, тоді Станиславова. 1929 року записався на юридичний факультет Львівського університету, у 1931 році перейшов на філологічний факультет, де, зокрема, курс польської літератури вів професор Юліуш Кляйнер. Голлендер покинув університет у 1933 році, не закінчивши навчання.
Творчу діяльність розпочав ще в гімназії, з 1929-го почав друкуватися у виданнях з різними профілями і платформами. Ліричні й сатиричні вірші, гуморески публікував здебільшого в часописах, що вважалися «червоними», як-от варшавський сатиричний журнал «Шпильки» («Szpilki»), орган Комуністичної партії Польщі «Домкрат» («Lewar»), краківський орган Соціалістичної партії Польщі «Вперед» («Naprzód») і «Або-або» («Albo-Albo»). Серйозніші твори, в яких ішлося про суспільні проблеми, поміщав у краківському «Ілюстрованому щоденному кур'єрі» («Ilustrowany Kurier Codzienny») і в столичних «Літературних вістях» («Wiadomości Literackie») та «Ілюстрованому тижневику» («Tygodnik Ilustrowany»). Співпрацював також із львівським соціалістичним «Народним вісником» («Dziennik Ludowy», львівським просанаційним «Польським вісником» («Dziennik Polski»), столичною урядовою «Польською газетою» («Gazeta Polska»), варшавським протестантським «Євангелістським голосом» («Głos Ewangelicki»), столичним єврейським «Нашим оглядом» («Nasz Przegląd») тощо. 1932 року Голлендер був у числі засновників львівської газети «Вчора-сьогодні-завтра» («Wczoraj-dziś-jutro»), а 1933-го став її головним редактором. Восени цього ж року він став співзасновником і одним із редакторів львівського громадсько-культурного місячника «Сигнали» («Sygnały»). У 1937 році переїхав до Варшави й там очолив літературний відділ видання «Повсюдний голос» («Głos Powszechny»).
У 1938-му він мандрував у Палестині, Греції, Туреччині й Румунії, опублікував низку статей і заміток у польських журналах.
У 1939 році Голлендер повернувся до Львова, де його застав початок Другої світової війни і радянська окупація Західної України. У той час він став широко відомий своєю відмовою підписати декларацію групи польських літераторів, змушених вітати так зване возз'єднання Львова з УРСР.
У серпні 1941-го, після того, як місто окупували німецькі війська, переїхав до Варшави. Брав участь у столичному підпільному літературному житті, публікував свої вірші в нелегальних газетах і антологіях поезії, розповсюджував нелегальні видання, влаштовував різні художні імпрези. Взяв участь в «Акції N» — одній із диверсійно-пропагандистських акцій серед солдатів німецької армії, співпрацював із сектором літератури Бюро інформації і пропаганди Головного штабу Армії крайової. У 1943 році Тадеуш Голлендер був заарештований гестапо і в травні цього ж року розстріляний у руїнах варшавського гетто.
Тадеуш Голлендер — автор поетичних збірок «Час, що проминув» («Czas, który minął»), «Люди і пам'ятники» («Ludzie і pomniki») і збірок сатири та гумору «Анекдот і воєнний жарт» («Anekdota і dowcip wojenny»), «Сатиричні вірші і фрашки» («Satyry і fraszki»). Ці дві останні книжки, в яких автор висміював німецьких окупантів, вийшли посмертно під псевдонімом «Томаш В'ятрачний». Писав також твори для дітей, перекладав польською українських поетів, зокрема Павла Тичину й Тараса Шевченка. Уперше польською мовою переклав твори Шевченка «Ой виострю товариша» та «Ой люлі, люлі, моя дитино», їх надруковано в збірнику Шевченка «Поезії» (Варшава, 1936). 1938 року видав переклад повісти Уласа Самчука «Волинь».
Деякі вірші Тадеуша Голлендера українською мовою переклав Роман Лубківський.

## Твори
- 1936 — Czas, który minął — «Час, що минув» (збірка віршів)
- 1938 — Ludzie i pomniki — «Люди і пам'ятники» (збірка віршів)
- 1943 — Satyry i fraszki — «Сатиричні вірші і фрашки» (збірка сатири й гумору)
- 1943 — Anekdota і dowcip wojenny — «Анекдот і воєнний жарт» (збірка сатири й гумору)
- 1949 — Wiersze, satyry, fraszki — «Сатиричні вірші, фрашки» (збірка сатири й гумору)
- 1963 — Liryka i satyra — «Лірика і сатира» (збірка віршів)
- 1972 — Z poezji ukraińskiej — «З української поезії» (переклади)

## Почесті
- У 1975 році школу в селі Бжоза-Крулевська Підкарпатського воєводства названо іменем Тадеуша Голлендера
- Іменем Тадеуша Голлендера названо вулицю у Кракові